# Chiclana de Segura
Chiclana de Segura is een gemeente in de Spaanse provincie Jaén in de regio Andalusië met een oppervlakte van 236 km². Chiclana de Segura telt 1.002 inwoners (1 januari 2016).